# 近田春夫のオールナイトニッポン
『近田春夫のオールナイトニッポン（ちかだはるおのオールナイトニッポン）』は、1977年（昭和52年）10月 - 1979年（昭和54年）9月の2年間にわたって、ニッポン放送をキーステーションにした深夜放送枠『オールナイトニッポン』で放送されたラジオ番組である。パーソナリティは近田春夫。
1979年3月までは、毎週火曜日の「第2部」（深夜3時 - 5時 / 27:00 - 29:00）、1979年4月 - 1979年9月は、毎週金曜日の「第1部」（深夜1時 - 3時 / 25:00 - 27:00）でそれぞれ放送された。その「金曜1部」時代は直前の1979年3月まで水曜2部（水曜深夜3時 - 5時 / 木曜未明27:00 - 29:00）まで『コッペのオールナイトニッポン』に出演していたコッペと共演し『近田春夫&コッペのオールナイトニッポン』として放送。本項ではこの両者について説明。

## 概要・略歴
1977年9月、近田春夫&ハルヲフォンのセカンドアルバム『ハルヲフォンレコード』が発売されたことを期に、翌10月に放送が開始した。1年半後の第1期の放送終了のころには、ハルヲフォンは解散していた。
2時間の放送時間中は、独特の歌謡談義調でしゃべりながら曲をかけまくり、曲は途中で終了させて、次の曲に移る、という画期的なディスクジョッキーであった。2時間の放送内でかけた曲は1回で100曲ほどと言われている。似たような曲を2曲続けて紹介して聴きくらべる『パックリ・イン・ミュージック』（当時のオールナイトニッポンのライバル番組『パックインミュージック』のもじり）という企画を行い、盗作などという意味のパクリという言葉が流行ったと言われている。
第2期は、第1部に昇格、当時、谷啓とスーパーマーケットのピアニストもかねていた近田とは、同バンドで同僚であるコーラスの長谷川コッペと共同での出演であった。金曜1部時代は、日本のポピュラー音楽で構成する近田担当の「歌謡曲ベストテン」コーナー、洋楽で構成するコッペ担当の「ポップスベストテン」コーナー、日本国内から来日した外国のミュージシャンまで様々な著名人の生の声を送るコッペ担当の「独占インタビュー」コーナーから主に成っており、「なるべくたくさんの音楽を紹介したい」ということで、はがき紹介は毎週2～3枚程度に絞っていた。第2期は半年、2クールで終了した。

## 放送時間

### 第1期
1977年10月 - 1979年3月
- 毎週火曜日 27:00 - 29:00 （水曜日未明3:00 - 5:00、第2部）

### 第2期
1979年4月 - 1979年9月
- 毎週金曜日 25:00 - 27:00 （土曜日未明1:00 - 3:00、第1部）

## 関連事項
- オールナイトニッポン
- オールナイトニッポンのパーソナリティ一覧
- パックインミュージック - 近田春夫パーソナリティの期間は月曜深夜/火曜未明 第1部 （1980年4月 - 1981年9月）

## 註
1. ↑  ラジオパラダイス 1989年1月号 p.117 オールナイトニッポン歴代パーソナリティ表
2. ↑  「ハルヲフォンレコード」の項の記述を参照。
3. ↑  「近田春夫&ハルヲフォン」の項の記述を参照。
4. ↑  月刊平凡 1978年6月号「新DJ大事典」p.136
5. ↑  ラジオパラダイス 1988年7月号特集「これが史上最強のオールナイトニッポン2部だ」p.12。
6. 1 2  明星（集英社）1979年7月号「ラジオDJ広場」p.160

| オールナイトニッポン 火曜 | オールナイトニッポン 火曜                                 | オールナイトニッポン 火曜 |
| ------------------------- | --------------------------------------------------------- | ------------------------- |
| 前担当志賀正浩            | 近田春夫のオールナイトニッポン 火曜 27:00 - 29:00近田春夫 | 次担当山崎ハコ            |

| オールナイトニッポン 金曜 | オールナイトニッポン 金曜                                                    | オールナイトニッポン 金曜 |
| ------------------------- | ---------------------------------------------------------------------------- | ------------------------- |
| 前担当つボイノリオ        | 近田春夫&コッペのオールナイトニッポン 金曜 25:00 - 27:00[[近田春夫・コッペ]] | 次担当長渕剛              |